# Neoconocephalus tuberculatus
Neoconocephalus tuberculatus är en insektsart som först beskrevs av De Geer 1773.  Neoconocephalus tuberculatus ingår i släktet Neoconocephalus och familjen vårtbitare. Inga underarter finns listade i Catalogue of Life.